# Liste der Monuments historiques in Clohars-Fouesnant
Die Liste der Monuments historiques in Clohars-Fouesnant führt die Monuments historiques in der französischen Gemeinde Clohars-Fouesnant auf.

## Liste der Bauwerke
| Bezeichnung                     | Beschreibung | Standort                 | Kennzeichnung | Schutzstatus   | Datum     | Bild           |
| ------------------------------- | ------------ | ------------------------ | ------------- | -------------- | --------- | -------------- |
| Château de Cheffontaines        | Schloss      | (Lage)                   | PA00089881    | Inscrit Classé | 1928 1958 | weitere Bilder |
| Wegekreuz                       |              | (Lage)                   | PA00089882    | Inscrit        | 1950      | weitere Bilder |
| Kirche St-Hilaire und Friedhof  |              | Place de l’Église (Lage) | PA00089883    | Classé         | 1938      | weitere Bilder |
| Fontaine et calvaire du Drennec |              | (Lage)                   | PA00089884    | Classé         | 1914      |                |

## Liste der Objekte

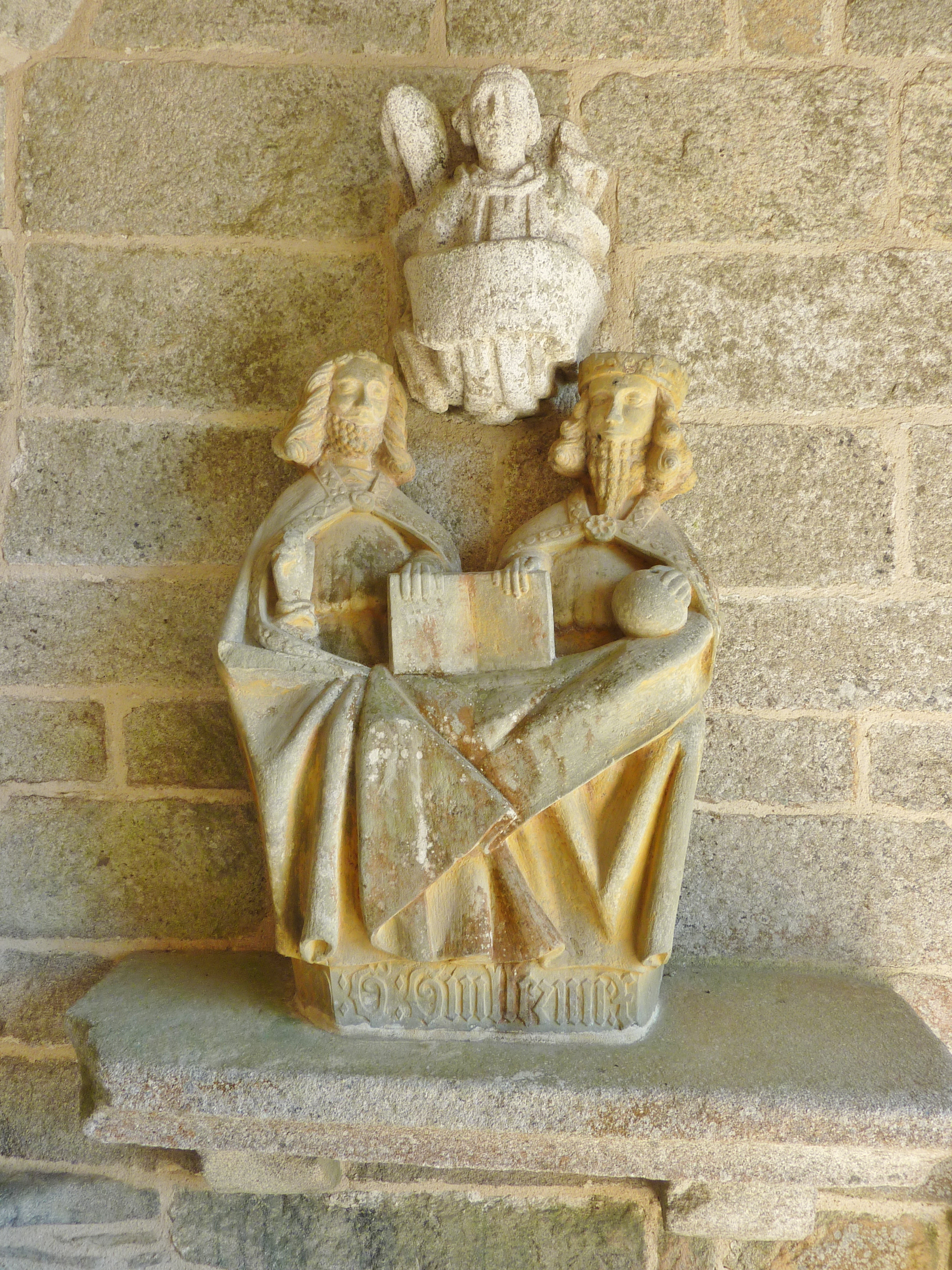
Skulptur Heilige Dreifaltigkeit (Ende des 15. Jahrhunderts) in der Kirche St-Hilaire

- Monuments historiques (Objekte) in Clohars-Fouesnant in der Base Palissy des französischen Kultusministeriums